# Point Fortin
Point Fortin − miasto i gmina w Trynidadzie i Tobago; na wyspie Trynidad. Według spisu ludności z 2000 roku miasto liczy 23 000 mieszkańców. Siódme miasto co do wielkości w kraju.